# Herb Białego Boru
Herb Białego Boru – jeden z symboli miasta Biały Bór i gminy Biały Bór w postaci herbu.

## Wygląd i symbolika
Herb przedstawia na tarczy typu hiszpańskiego o srebrnym polu, niewiastę o białych włosach, w niebieskiej sukni i białym fartuchu oraz białym obuwiu. Kobieta w lekko uniesionej prawej ręce trzyma złotą piłkę (kiedyś interpretowaną jako złote jabłko). Kobieta umieszczona jest centralnie na tarczy herbowej pomiędzy czerwonym porożem jelenia.

## Historia
Wizerunek herbowy znany jest od XVI wieku i jest prawdopodobnie odwzorowaniem klejnotu herbowego byłego właściciela miasta.

## Legenda
Kobieta przedstawiona na tarczy herbowej według legendy była żyjącą w XV lub XVII wieku żoną miejscowego bednarza. Podobno w stosunkowo niedługim czasie uwiodła za pomocą piłki wszystkich mężczyzn mieszkających w Białym Borze. Za pomocą piłki dawała znać kochankom o dacie schadzki. Według legendy bednarz, gdy tylko dowiedział się o zdradach żony, wrzucił ją do beczki i wrzucił do jeziora.